# 花岡信昭
花岡 信昭（はなおか のぶあき、1946年4月2日 - 2011年5月14日）は、日本のジャーナリスト、コラムニスト、産経新聞客員編集委員。拓殖大学大学院地方政治行政研究科教授。保守の論客として知られた。

## 概略
長野県長野市生まれ。信州大学教育学部附属長野小学校、信州大学教育学部附属長野中学校、長野県長野高等学校、早稲田大学政治経済学部政治学科卒業。幼・小・中・高では作家の猪瀬直樹と同級であった。1969年産業経済新聞社入社。社会部を経て政治部に属し政治部長、論説副委員長を歴任。2002年退社し、評論活動に入る。2007年、産経新聞客員編集委員に就任。
2011年5月14日、心筋梗塞のため東京都新宿区の病院で死去、65歳。

### 長野県知事選出馬表明と撤回
2002年9月の長野県知事選挙への出馬を表明し、東京で自身の政治資金パーティーを開いた直後、「反田中票の分散回避」という政治的説得を受け入れ、それまで批判していた他候補との一本化に応じて政策協定を結び、告示前日に出馬を取りやめた。花岡はこの間の詳しい事情を長い間公表しなかったが、後に自身のメールマガジンで、告示直前の撤退劇の裏には当時、母親が肝硬変による食道内静脈瘤破裂で倒れて生死の境をさまよっていたという「私的事情」があったことを明らかにした。パーティーで得たとされる約400万円の使途についても、最終的には「NPO法人全国介護者支援協会に応分の寄付」や「大口のカンパをいただいた評論家などに対しては、著書を大量購入」をし、求めがあれば個別にも返金してきたと花岡は説明を行っている。

### モーニング娘。
2006年には「モーニング娘。」が日本語を壊したとのコラムをホームページにアップした。また「歌もダンスも下手だ」と記述していたため、ファンから「彼女たちが聞いたら悲しく思うだろう」と強い反感を買い、ホームページが炎上した後に閉鎖された（ドメイン自体はアフィリエイト業者に買われてスパムサイトになった）。

### 土井たか子に対する虚偽の在日認定問題
論壇誌WiLL2006年5月号に寄稿した「拉致実行犯辛光洙釈放を嘆願した“社民党名誉党首”」と題する記事において花岡は、「土井たか子は朝鮮半島出身で本名は『李高順』である」と社民党の土井元衆議院議員に対する在日認定を行った上で、「そのことが土井の拉致事件を見る目を曇らせたのか、すべて知った上で政治的演技をしていたのか」と論じ、祖国・北朝鮮の利益を図るために日本の利益を蔑ろにしたのだと土井を婉曲的に糾弾した。
なお戸籍謄本および改製原戸籍謄本の記載によると土井は日本人夫婦の次女として兵庫県神戸市に生まれており、花岡による在日認定は事実に反していた。また花岡は土井に対する取材等の裏付けを全く行わず、インターネット上で流布されていた情報のみに基づいて在日認定を行っていた。これに対して土井は記事によって名誉感情や信用を含む人格的権利を侵害されたとして、2007年4月18日、WiLLを出版するワック・マガジンズと同社代表取締役（当時）の花田紀凱、記事を執筆した花岡の三者を相手取り、1000万円の損害賠償と謝罪広告の掲載を求める民事訴訟を起こした。
神戸地裁尼崎支部は2008年11月13日、記事による名誉権の侵害と虚偽の在日認定による名誉感情および人格的利益の侵害をそれぞれ認め、花岡らに対して200万円の賠償を命じた。謝罪広告については記事の影響力の小ささを理由に退けた。なお裁判所は判決理由中で「被告花岡のジャーナリストとしての経歴等に照らすと、同被告が裏付け等の取材を全く行わずに（本件記載が虚偽であることは少しでも裏付け取材をすれば、容易に判明したものと思われる）本件記載を執筆したことは、不可解といわざるを得ない」と指摘し、取材を怠った花岡の姿勢を批判した。
花岡らは判決を不服として大阪高裁に控訴したが2009年4月に棄却され、さらに最高裁に上告したものの、同年9月29日に上告を退ける決定が下された。これにより神戸地裁の判決が確定した。一審判決に先立って発売された『WiLL』2008年11月号では、295ページで花岡の当該記述を虚偽と認め、「土井たか子氏及び関係各位に深くお詫びいたします」との謝罪文が掲載された。
その一方、花岡自身は自身が犯した事実誤認を反省謝罪を一切しないまま死去した。

### 歴史認識
保守派から事実誤認との指摘が少なくないアメリカ合衆国下院121号決議に反対するため、東京の「歴史事実委員会」名でいわゆる従軍慰安婦に日本政府や旧日本軍による組織的・計画的な強制連行はなかったと主張する意見広告（THE FACTS）をワシントン・ポスト2007年6月14日号に掲載したことに対し、花岡は産経新聞【花岡信昭の政論探求】「慰安婦」意見広告の重みとするコラムをアップした。
新しい歴史教科書をつくる会から分裂し、フジサンケイグループの教科書会社「育鵬社」から教科書を出すことになった教科書改善の会の賛同者だった。

### 田母神論文問題
2008年アパグループ主催の第1回『「真の近現代史観」懸賞論文』の選考に関わり、田母神俊雄の「日本は侵略国家であったのか」を高く評価し最優秀賞に推した。この論文では笠原十九司、纐纈厚、上杉聡、小林節から事実誤認と文章表現が拙劣だと酷評され、また選考の際、自民党の中山泰秀に代わり出席した秘書が内容が過激であり最低点を付けた論文が田母神の論文であったが、他の委員が最高点をつけたため選考されたという。そのため田母神を最優秀賞にするための工作があったのではないかと疑われているが、花岡は秘書も含め満場一致で決定したのだから問題ないと主張している。

## 著書
- 『小泉純一郎は日本を救えるか』 PHP研究所 2001年
- 『小沢新党は何をめざすか!?―日本が情緒政治と決別する日』 サンドケー出版局 1994年
- 『竹下登全人像』 行研出版局 1987年
- 『深紅のバラを検証する-日本社会党の研究』 東洋堂
- 『政治家に学ぶ実力倍増法―政治力学利用術』 山手書房 1985年
- 『美濃部都政12年の功罪』 教育社 1978年
- 産経新聞特別企画取材班(編)『沈黙の大国』 産経新聞ニュースサービス（現・産経新聞出版）(版) 1993年
- 産経新聞特別企画取材班(編)『沈黙の大国 2』 産経新聞ニュースサービス(版) 1994年
- 『保守の劣化はなぜ起きたのか』 産経新聞出版 2009年